# (687170) 2011 QF99
(687170) 2011 QF99 est un astéroïde troyen d'Uranus et le premier objet de ce type connu. Il est temporairement en orbite aux alentours du point L4 d'Uranus (en avance sur l'orbite de la planète), restant à cette position pour plus de 70 000 ans et demeurant dans une configuration co-orbitale avec Uranus pour plus d'un million d'années avant de devenir un centaure. En supposant un albédo de 0,05, son diamètre moyen est estimé à environ 60 km.